# Вест-Гемстед (станція метро)

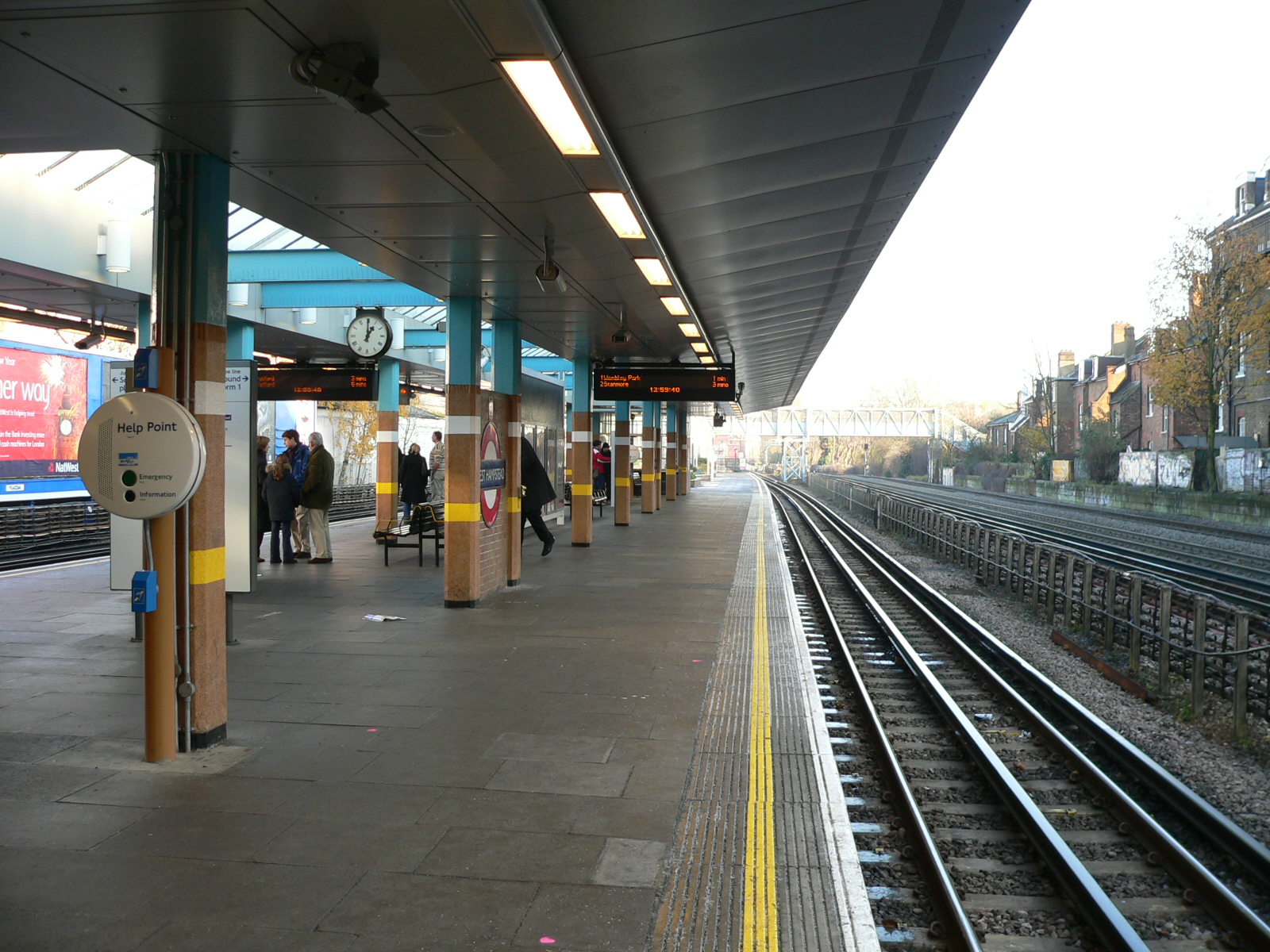
Платформа метростанції Вест-Гемстед

51°32′49″ пн. ш. 0°11′26″ зх. д. / 51.546944° пн. ш. 0.190556° зх. д.
Вест-Гемстед (англ. West Hampstead) — станція Лондонського метро, у Вест-Гемстед, Лондон, на лінії Джубилі між станціями Кілберн та Фінчлі-роуд. Станція розташована у 2-й тарифній зоні. Пасажирообіг на 2017 рік — 11.80 млн осіб.

## Історія
- 30 червня 1879: відкриття станції у складі Metropolitan Railway (сьогоденна лінія Метрополітен).
- 20 листопада 1939: відкриття трафіку лінії Бейкерлоо.
- 1 травня 1979: закриття трафіку Бейкерлоо, відкриття Джубилі.

## Пересадки
- на автобуси оператора London Buses маршрутів: 139, 328, C11
- на станцію Вест-Гемстед Північно-Лондонської лінії London Overground.
- на станцію Вест-Гемстед-Темзлінк